# Куза-Покассовская, Олимпиада Илларионовна
Олимпиада Илларионовна Куза-Покассовская (1877, с. Стечанка, Киевская губерния — ?) — оперная певица, обладательница лирико-драматического сопрано.

## Биография
Отцом Олимпиады Илларионовны был священником. Первое образование она получила в Киевском епархиальном училище. После поступила в Киевское музыкальное училище для обучения пению. Закончила классы пения у Н. Львовой и М. Алексеевой-Юневич. Позднее пение ей преподавал К. Эверарди. 

## Карьера
Дебют Куза-Покассовской состоялся в Варшаве, где она исполняла партию Маргариты в опере «Фауст». С 1896 года пела в Киевской опере. После двухлетнего совершенствования в области оперного пения в Милане у В. Ванно и Э. Росси, она выступала с известными партиями в Турине и Парме в операх «Аида», «Отелло» Дж. Верди и «Андре Шенье». Вернувшись в Россию, выступала в Казани, Саратове, Иркутске, Томске, Вильно, Ростове-на-Дону, Житомире, Кишиневе, Одессе, Севастополе, Минске, Баку. Обладая голосом красивого тембра, с 1903 по 1905 год была солисткой московского Большого театра, а с 1905 по 1907 год солировала в петербургском Народном доме.

## Лучшие партии
- Наташа («Русалка» А. Даргомыжского)
- Лиза («Пиковая дама»)
- Джильда
- Аида
- Антонида
- Людмила («Руслан и Людмила»)
- Тамара («Демон» А. Рубинштейна)
- Ярославна («Князь Игорь»)
- Наталья («Опричник»)
- Мария («Мазепа» П. Чайковского)
- Снегурочка
- Дамаянти
- Рахиль («Жидовка»)
- Дездемона («Отелло» Дж. Верди)
- Норма
- Тоска
- Сантуцца
- Недда
- Валентина
- Галька
- Елизавета («Тангейзер»).